# Juan Albarellos Berroeta
Juan Albarellos Berroeta (Burgos, 29 de agosto de 1861 - Burgos, 8 de junio de 1922) fue un abogado, escritor, periodista y americanista español. Fundador, en abril de 1891, de Diario de Burgos. Casado en primeras nupcias con Concepción Santa María y Alonso de Armiño (fallecida el 22 de agosto de 1910 en Burgos). El 2 de marzo de 1932 en sesión plenaria del Ayuntamiento se aprueba el dictamen que solicita a instancias de la Cooperativa de Casas Baratas cambiar el nombre de la calle Melchor Prieto por Juan Albarellos.

## Biografía
Juan Albarellos Berroeta nació el 29 de agosto de 1861 y murió el 8 de junio de 1922. Su padre, Eugenio, quería que estudiase la carrera de derecho, ya que su padre era una figura del Derecho en Burgos. Al quedarse huérfano tuvo que hacer otros trabajos y desarrollar junto a algunos cargos judiciales, la tarea de escritor y periodista, en esta actividad se destacó enseguida. Su primer galardón fue un premio poético sobre la figura de Cristóbal Colón en un certamen de la casa Cervantes de Valladolid. Trabajó en el periódico satírico “El Sereno” , dirigió “La Brújula”, órgano del partido liberal hasta que fuera de la política encarriló su empeño en Diario de Burgos en 1891.

## Obra
- Efemérides burgalesas (1a ed., 1919)